# Pedostrangalia ariadne
Pedostrangalia ariadne är en skalbaggsart som beskrevs av Daniel K. 1904. Pedostrangalia ariadne ingår i släktet Pedostrangalia och familjen långhorningar. Inga underarter finns listade i Catalogue of Life.